# Психологія сприйняття кольору
Психоло́гія сприйняття́ ко́льору — здатність людини сприймати, ідентифікувати і називати кольори.

## Загальні відомості
Відчуття кольору залежить від комплексу фізіологічних, психологічних і культурно-соціальних факторів. Спочатку дослідження сприйняття кольору проводилися в рамках кольорознавства; пізніше до проблеми підключилися етнографи, соціологи і психологи.

## Кольорознавство
Кольорознавство — аналіз процесу сприйняття і розрізнення кольору на основі систематизованих відомостей з фізики, фізіології та психології. Кольорознавство включає:
- фізичну теорію кольору,
- теорії колірного зору,
- теорію вимірювання та кількісного вираження кольору.

Суб'єктивний аспект сприйняття кольору відомий також як кваліа.

## Кількість «найменувань кольору»
Носії різних культур по-різному сприймають колір об'єктів. Залежно від важливості тих чи інших кольорів і відтінків у повсякденному житті народу, деякі з них можуть мати більше чи менше відображення в мові.
Наприклад, у мовах «примітивних» сільськогосподарських народів є безліч слів-імен кольору для позначення відтінків зеленого, що пов'язано з життєво-важливою необхідністю контролювати і оцінювати стан вирощуваних рослин, оцінювати види на врожай і т. д.
Найбільш «древніми» кольорами, які першими з'явилися в людській культурі, зазвичай вважаються білий, чорний і червоний.
Кількість «основних» кольорів в різних культурах різна, Стародавній Схід припускав наявність 5-елементного світу, в Європі фіксували 3 «основних» кольори (спочатку — червоний, жовтий, синій, а пізніше — червоний, зелений і синій), а з часів Ньютона часто говорять про 7 кольорів (крім ахроматичних чорного і білого кольору, що фактично є крайніми полюсами сірого кольору).

## Несвідома психологічна корекція сприйняття кольору
Зорові рецептори по праву вважаються «частиною мозку, винесеною на поверхню тіла». Несвідома обробка та корекція зорового сприйняття забезпечує «правильність» зору, і вона ж є причиною «помилок» при оцінці кольору в певних умовах. Так, усунення «фонового» засвічення очей (наприклад, при розгляданні віддалених предметів через вузьку трубку) істотно змінює сприйняття кольору цих предметів.
Професійне калібрування кольорових моніторів вимагає використання відповідного фонового освітлення кімнати, оператор надягає чорний халат, а візуальні оформлювальні елементи програмних продуктів повинні мати нейтральний колір.
У художників-живописців основними кольорами визнаються три: червоний, синій, жовтий. Чорний — відсутність світла і кольору, що аналогічно неосвітленій дірі. Білий колір — неподілене сонячне світло. Від змішання сусідніх основних кольорів створюються так звані змішані кольори — помаранчевий, зелений і фіолетовий. Разом з трьома основними, первинні змішані складають «мальовничий» сонячний спектр: червоний, оранжевий, жовтий, зелений, синій, фіолетовий. Блакитний колір не вважається самостійним спектральним, а розбіленим синім, а точніше — синьо-зеленим. При змішуванні сусідніх шести кольорів виходить 12 кольорів, відповідних темперованому звукоряду: 1.Червоний; 2.Оранжево-червоний; 3.Оранжевий; 4.Оранжево-жовтий; 5.Жовтий; 6.Жовто-зелений; 7.Зелений; 8.Синьо-зелений; 9.Синій; 10. Фіолетово-синій; 11.Фіолетовий; 12. Фіолетово-червоний. Це і є доступна звичайному людському зору «октава» кольору.

## Соціальна психологія сприйняття кольорів

### Вікова динаміка здатності розпізнавати кольори
Дослідження, проведені з дітьми у віці 4 місяців, показали, що вони добре розрізняють чотири групи кольорів (червоний, жовтий, зелений і синій), не диференціюючи їх за відтінками.

### Роль культурних особливостей у сприйнятті кольору ілінгвістика
У культурі різних народів емоційне і прикладне сприйняття кольору дуже різне і пов'язане з тривалою історичною традицією всередині відносно ізольованого розвитку етносу, релігії. Звідси відмінність сприйняття, наприклад, білого і чорного кольору (траур чи радість — залежно від культури, релігії).
Оскільки в конкретній мові і, ширше, в конкретній культурі концентрується історичний досвід їх носіїв, ментальні уявлення носіїв різних мов можуть не збігатися. Прикладом того, як по-різному мови виділяють (чи в термінах лінгвістики, «концептуалізують») позамовну реальність, можуть бути назви кольорів.
Так, в українській мові присутні два окремих слова «синій» і «блакитний» — на відміну від багатьох германських мов, в яких діапазон кольорів відповідної частини спектру перекривається єдиним позначенням, типу англійського blue (пор. нім. Blau і фр. Bleu). Близька система найменування синьо-блакитних кольорів прийнята в інших слов'янських мовах, наприклад, в російській та польській.

## Метамерійні помилки зору
Через будову очей, світло, що викликає відчуття одного і того ж кольору (наприклад, білого), тобто одну і ту ж ступінь збудження трьох зорових рецепторів, може мати різний спектральний склад. Людина в більшості випадків не помічає даного ефекту, як би «домислюючи» колір. Але іноді різниця стає помітною: наприклад, підбираючи за кольором в магазині, при люмінесцентному освітленні, аксесуар до сукні, і вийшовши на освітлену Сонцем вулицю, можна помітити явну невідповідність кольорів цих предметів. Це відбувається тому, що хоча колірна температура природного та штучного освітлення може збігатися, спектри відбитого одним і тим же пігментом природного і штучного світла можуть істотно відрізнятися і викликати різне колірне відчуття. Наприклад, яскраво-червоні кольори у світлі люмінесцентних ламп часто виглядають бордовими.
Найбільш яскраво колірний метамеризм можна спостерігати при освітленні джерелом, спектр якого складається з двох монохроматичних компонент, що являють собою додаткові кольори спектру (наприклад, помаранчевий і синій) і змішаних в пропорції, що викликає відчуття білого світла. У такому освітленні будь-які фарби (крім флуоресцентних) будуть виглядати або нейтральними кольорами (білим, сірим, чорним), або мають різну яскравість і насиченість відтінками однієї чи іншої монохроматичної компоненти («дальтонічна лампа»).